# Línea 5 (ALESA)
La línea 5 de ALESA es una línea de autobús urbano de la ciudad de León (España), que recorre la ciudad desde el oeste hasta el centro, empezando en la localidad de Oteruelo de la Valdoncina y terminando en el centro de la ciudad, pasando por el barrio de La Chantría. Además, da servicio al Parque Tecnológico de León con varias expediciones a lo largo del día. Esta línea dispone de servicio para personas con discapacidad.

## Características

### Frecuencias
| Lunes-Viernes laborables | Lunes-Viernes laborables | Lunes-Viernes laborables | Lunes-Viernes laborables | Sábados laborables     | Sábados laborables     | Sábados laborables | Sábados laborables | Domingos y festivos    | Domingos y festivos    | Domingos y festivos | Domingos y festivos |
| Dirección Sto. Domingo   | Dirección Sto. Domingo   | Dirección Oteruelo       | Dirección Oteruelo       | Dirección Sto. Domingo | Dirección Sto. Domingo | Dirección Oteruelo | Dirección Oteruelo | Dirección Sto. Domingo | Dirección Sto. Domingo | Dirección Oteruelo  | Dirección Oteruelo  |
| ------------------------ | ------------------------ | ------------------------ | ------------------------ | ---------------------- | ---------------------- | ------------------ | ------------------ | ---------------------- | ---------------------- | ------------------- | ------------------- |
| de 7:00 a 22:00          | cada 60 min.             | de 7:30 a 22:30          | cada 60 min.             | de 7:00 a 15:00        | cada 60 min.           | de 7:30 a 14:30    | cada 60 min.       | de 11:00 a 21:00       | cada 120 min.          | de 10:30 a 22:30    | cada 120 min.       |
| de 7:00 a 22:00          | cada 60 min.             | de 7:30 a 22:30          | cada 60 min.             | de 15:00 a 21:00       | cada 120 min.          | de 14:30 a 22:30   | cada 120 min.      | de 11:00 a 21:00       | cada 120 min.          | de 10:30 a 22:30    | cada 120 min.       |

De lunes a viernes, da servicio al Parque Tecnológico de León en los siguientes horarios:
- Hacia el Parque tecnológico, con salida desde Santo Domingo (Gran Vía de San Marcos, 2) a las 7:30, 8:30, 9:30, 14:30 y 15:30.
- Hacia Santo Domingo, con salida desde Oteruelo a las 13:00, 14:00, 15:00, 18:00, 19:00 y 20:00.

### Material asignado
-Mercedes Benz New Citaro: 4156.

## Recorrido
Esta línea sale de Oteruelo de dirigiéndose hacia el Colegio Agustinos y se incorpora a la avenida de Portugal desde la glorieta del Parque Tecnológico. Al llegar a la Plaza de Toros, continúa por la calle Corredera hacia Independencia y la plaza de Santo Domingo.
El recorrido de vuelta atraviesa el Ensanche de León por Gran Vía de San Marcos, la avenida de Roma, la plaza de Guzmán y República Argentina, para después pasar por el barrio de San Claudio, en la calle Marqueses de San Isidro. Desde la plaza de Toros realiza el mismo trayecto que a la ida.
| KBHFa golden |

| HST golden |

| HST golden |

| HST golden |

| HST golden |

| BST golden |

| HST golden |

| HST golden |

| HST golden |

| HST golden |

| HST golden |

| HST golden |

| KBHFe golden |

| KBHFa golden |

| HST golden |

| HST golden |

| HST golden |

| HST golden |

| BST golden |

| HST golden |

| HST golden |

| HST golden |

| HST golden |

| HST golden |

| HST golden |

| KBHFe golden |

| KBHFa golden |

| HST golden |

| HST golden |

| HST golden |

| HST golden |

| BST golden |

| HST golden |

| HST golden |

| HST golden |

| HST golden |

| HST golden |

| HST golden |

| KBHFe golden |

| KBHFa golden |

| HST golden |

| HST golden |

| HST golden |

| HST golden |

| BST golden |

| HST golden |

| HST golden |

| HST golden |

| HST golden |

| HST golden |

| HST golden |

| KBHFe golden |

| KBHFa golden |

| HST golden |

| HST golden |

| HST golden |

| HST golden |

| HST golden |

| HST golden |

| HST golden |

| HST golden |

| HST golden |

| HST golden |

| BST golden |

| HST golden |

| HST golden |

| HST golden |

| HST golden |

| KBHFe golden |

| KBHFa golden |

| HST golden |

| HST golden |

| HST golden |

| HST golden |

| HST golden |

| HST golden |

| HST golden |

| HST golden |

| HST golden |

| HST golden |

| BST golden |

| HST golden |

| HST golden |

| HST golden |

| HST golden |

| KBHFe golden |

| KBHFa golden |

| HST golden |

| HST golden |

| HST golden |

| HST golden |

| HST golden |

| HST golden |

| HST golden |

| HST golden |

| HST golden |

| HST golden |

| BST golden |

| HST golden |

| HST golden |

| HST golden |

| HST golden |

| KBHFe golden |

| KBHFa golden |

| HST golden |

| HST golden |

| HST golden |

| HST golden |

| HST golden |

| HST golden |

| HST golden |

| HST golden |

| HST golden |

| HST golden |

| BST golden |

| HST golden |

| HST golden |

| HST golden |

| HST golden |

| KBHFe golden |